# Вікно (зупинний пункт)
Вікнó — зупинний пункт Івано-Франківської дирекції Львівської залізниці між колійним постом Гвіздець (13,7 км) та станцією Городенка-Завод (12 км).
Розташований за 2 км від однойменного села Городенківського району Івано-Франківської області.
На зупинному пункті щоденно зупиняються приміські потяги сполученням:
- Коломия — Заліщики
- Коломия — Городенка-Завод
- Заліщики — Коломия
- Городенка-Завод — Коломия